# تعريب الدواوين
كانت الدولة العربية منذ العصر الراشدي وحتى الأموي تعتمد على العناصر الأجنبية في إدارة شؤون الدواوين، ولم يظهر أي اهتمام من العرب لتعلم هذه المهنة لإنشغالهم في الحروب والفتوحات، فكان ديوان الخراج في العراق مكتوب باللغة الفارسية، وفي الشام كان في اللغة اليونانية، وكانت العملة النقدية المتداولة في الدولة هي العملة البيزنطية وبعض النقود الفارسية والحميرية القديمة، وقد ظهرت محاولات لتعريب النقود كانت في عهد عمر بن الخطاب رضي الله عنه، وفي عهد معاوية بن أبي سفيان ظهرت محاولات أيضًا لجعل العناصر العربية بدل الأجنبية في الإدارة، إلا أنها لم تكن بالمستوى المطلوب، وما أن تولى عبد الملك بن مروان الخلافة ونجح في توطيد الحكم الأموي حتى أمر بتعريب دواوين الدولة وسك النقود العربية متحديًا بذلك إمبراطور الروم جستنيان الثاني الذي هدد بكتابة عبارت مسيئة للإسلام على النقود البيزنطية.

## بداية حركة التعريب
اهتم عبد الملك بن مروان اهتمامًا خاصًا بإدارة شؤون الدولة وقد تمثل ذلك في التحول من دائرة لا تتجاوز آفاق المجتمع القبلي إلى إطار المؤسسات الإدارية. والحقيقة أن عبد الملك لم يكن رائد هذا الإصلاح الإداري في الدولة الإسلامية، ولكنه تابع خطوات كان قد بدأها عمر بن الخطاب في هذا الاتجاه، ثم معاوية بن أبي سفيان في مطلع عهد الدولة الأموية. لكن شهرة عبد الملك الإدارية مبعثها أن إصلاحاته سارت في اتجاهين: تطوير الجهاز الإداري وتنشيطه، وتعريب الإدارة والنقد وهو ما يعرف بحركة التعريب.

## أسباب التعريب
1- كان عبد الملك يهدف وراء التعريب إلى تحقيق وحدة الدولة وتماسكها، إذ إن اختلاف لغات الدواوين يكرّس اختلاف النظم المالية والإدارية، ويعيق عملية تنظيم وتوحيد إدارة الدولة، كما أن تعريب الدواوين يعني إنهاء التأثيرات الشعوبية والعنصرية؛ مما يؤكد سيادة الدولة سياسيًا على البلاد المفتوحة.
2- كانت لغة الدواوين في العراق هي اللغة الفارسية، ولغتها في الشام الرومية أي اليونانية، وفي مصر اليونانية والقبطية، استمر الحال على ذلك، منذ بدأ الإسلام حتى عهد عبد الملك، فكانت نتيجة ذلك احتفاظ الدولة بطوائف من الموظفين، الذين يعدون أجانب، أي من غير العرب والمسلمين. ومن نتائجه بقاء تلك اللغات الأجنبية حيّة، وكأنها معترف بها لغات رسمية، ويقبل الناس على تعلمها وإتقانها لحاجة الدولة اليها، وكونها طريقًا لتولي الوظائف العالية. ولو استمر الحال كذلك لبقيت هذه اللغات منافسة للغة العربية، ولما أمكن للغة العربية أن تتغلب عليها، بل لأدى ذلك إلى انتشار هذه اللغات الأجنبية، وكان هذا يضعف من شأن اللغة العربية وخطرًا يهددها.
3- كان للعوامل الاقتصادية أثر مهم في تعريب الدواوين، فقد كان متولي هذه الدواوين يحصلون على أموال طائلة من عملهم هذا، لذلك كان تعريب دواوين الخراج خطوة أولى باتجاه إعادة تنظيم طريقة جباية الضرائب في الأقاليم، وبذلك يمكن ضبط أعمال تلك الدواوين والإشراف بدقة عليها، فيمنع الغش والتزوير، أي أن تعريب الدواوين هو جزء من خطة الإصلاح المالي الذي كانت الدولة بحاجة شديدة إليه إذ ذاك.
4- اختلاف لغات دواوين الخراج في كل منطقة ظهر اختلاف وتمايز واضحين بين أحكام الجزية، والخراج، وعشور الأرض، وعشور التجارة في العراق وفارس عنها في بلاد الشام ومصر؛ مما كان له أثر سلبي على نظام الدولة الاقتصادي وإدارتها المالية.

## تعريب الإدارة
أمر عبد الملك عمال الأقاليم في العراق ومصر مهمة تعريب الدواوين في حين تولى بنفسه الإشراف على تنفيذ المهمة في بلاد الشام.
كان رئيس ديوان الخراج بدمشق هو «سرجون ابن منصور الرومي»، وكان محتكرًا لهذا العمل منذ عهد معاوية. فأمر عبد الملك شخصًا عربيًا هو «سليمان بن سعد الخشني»، الملقب أبا ثابت، أن يقوم بتحويل الديوان من الرومية إلى العربية. فقام سليمان بذلك منذ سنة 81ه. وأتم النقل بعد سنة. وكان عبد الملك قد جعل له خراج الأردن في مقابل هذا العمل. ولما أتم النقل، عزل سرجون وتولى سليمان رئاسة الديوان. وحينئذ قال سرجون لكتاب الروم: اطلبوا المعيشة من غير هذه الصنعة. وأمر عبد الملك بتحويل جميع دواوين الشام، على هذا النحو.
وأرسل إلى الحجاج بن يوسف الثقفي في العراق يأمره بتعريب ديوان الخراج. ووجد الحجاج رجلًا صالحًا لهذا التعريب، وهو صالح بن عبد الرحمن من سجستان. وقام صالح بتعريب الديوان من الفارسية إلى العربية بعد وفاة استاذه صاحب الديوان، وهو زادان بن فروخ، وكان زادان يعارض في تعريب الديوان بل تقدّر أن تعريب الديوان كان ضربة قاسية على الكتّاب الذين يتولونه وعلى الأجانب عامة، فهو قد كشف للخلفاء والأمراء وضع دافعي الخراج والجزية بلغة عربية واضحة. وحكى أن «مردانشاه» بن زادان فروخ بذل له 100 ألف درهم، على أن يظهر عجزه عن هذا العمل ويمتنع عنه، فأبى، وحينئذ دعا عليه لأنه كما قال: قطع أصل الفارسية.

## تعريب النقد
جاء قرار تعريب النقد، متوازيًا مع قرار تعريب الإدارة. والجدير بالذكر أن عبد الملك سعى إلى توحيد النظام النقدي في سائر أنحاء الدولة، بعد أن تعددت العملات الخاصة المتداولة، إلى جانب تداول عملات فارسية وبيزنطية، في الوقت الذي بلغت فيه الدولة الأموية ذروة تألقها السياسي والحضاري، مما يتعارض مع تطبيق سياسة عربية في كافة وجوه الحياة. أما الخلاف بينه وبين الإمبراطور البيزنطي جستنيان الثاني أو ما يعرف بقضية القراطيس المصرية. فإنه لا يعدو كونه عاملًا مساعدًا لهذه العملية. فضرب النقود الذهبية في عام 74ه – 693م كما ضرب الدراهم والدنانير الإسلامية اعتبارًا من عام 84ه – 703م، وهو أول من ضرب النقود الإسلامية المستقلة.
وأمر عبد الملك أن يجعل النقش عليها سورة الإخلاص وذكر رسول الله (صلى الله عليه وسلم) أحدهما في وجه الدراهم والدنانير والأخرى في الوجه الثاني، وأن يجعل في مدار الدرهم والدينار ذكر البلد الذي يضرب فيه والسنة التي تضرب فيها.
وتم بذلك تعريب وسائل الحكم، فأصبحت الحكومة عربية في كل شيء، بدواوينها وسجلات أموالها وبنقدها. والمهم في عمل عبد الملك في النقد خاصة أنه وحّد ذلك النقد، وقارنه بفروض الزكاة.

## نتائج تعريب الدواوين
1- تحقيق سيادة اللغة العربية وتعزيز مكانتها، وانتصارها على اللغات الأجنبية في الدولة، كالفارسية واليونانية والقبطية، إذ أصبحت لغة الدين الإسلامي لغة السياسة والدين والعلم.
2- استقلت البلاد عن الأثر الأجنبي، وكونت كيانًا موحدًا، فأصبح سلطانها تامًا، وسلطان الخليفة أتم وأوسع فيها.
3- عربت اقتصاد البلاد وأمواله، وجعلت ذلك في قبضة الخليفة عبد الملك كتابًا عربيًا مفهومًا واضحًا.
4- كان تعريب الدواوين سبيلًا إلى تعريب الجاليات والأقاليم، فكان هذا أكبر العوامل في انتشار العربية.
5- تكونت في الدواوين طبقات من الموظفين المثقفين الذين حصلوا على قدر من الثقافة العربية، ونبغوا في الكتابة والآداب العربية. ومن أظهر الأمثلة على ذلك: عبد الحميد الكاتب. ثم كبار الكتاب في عهد بني العباس.
6- ظهور حركة الترجمة من اللغات الأجنبية إلى العربية حيث كانت حركة تعريب الدواوين أول عملية ترجمة منظمة أدت إلى نقل الكثير من المصطلحات الأجنبية، وظهر من اهتم بالترجمة، مثل خالد بن يزيد بن معاوية بن أبي سفيان (ت 85ه) فهو أول من أمر بنقل بعض كتب الكيمياء والطب من اليونانية إلى العربية.
7- احتفظ للأمة العربية إذن أكبر مقوم لثقافتها القومية، وأغلى عنصر تعتز به، بعد دينها – في تكون شخصيتها – ألا وهو اللغة العربية. وكان لعبد الملك فضل لا يقدر في ذلك.
8- وفيما ما يخص تعريب النقد فقد استغنت الدولة عن لدنانير التي كانت تأتي من بلاد الروم.